# Ludwig von Reuter
Ludwig von Reuter (ur. 9 lutego 1869 w Guben, zm. 18 grudnia 1943 w Poczdamie) − niemiecki oficer marynarki z okresu I wojny światowej, tytularny admirał, znany jako dowódca okrętów Hochseeflotte internowanych w Scapa Flow. 21 czerwca 1919 roku wydał rozkaz samozatopienia podległych sobie jednostek.

## Życiorys
Ludwig von Reuter urodził się w rodzinie o dużych tradycjach służby wojskowej. Na początku I wojny światowej dowodził, w stopniu komandora (niem.: Kapitän zur See), krążownikiem liniowym „Derfflinger”. W tej roli wziął udział w bombardowaniu Scarborough 16 grudnia 1914 i bitwie na Dogger Bank 24 stycznia 1915 roku. We wrześniu 1915 roku został dowódcą 4 Grupy Rozpoznawczej (4. Aufklärungsgruppe), w stopniu komodora (Kommodore). W jej skład wchodziło pięć krążowników lekkich. Dowodząc nimi uczestniczył w bitwie jutlandzkiej w dniach 31 maja i 1 czerwca 1916 roku.
We wrześniu 1916 roku Ludwig von Reuter objął dowództwo 2. Grupy Rozpoznawczej, z którą został w drugiej połowie 1917 roku przeniesiony na Morze Bałtyckie celem wzięcia udziału w operacji Albion. W 1917 roku otrzymał awans do stopnia kontradmirała (Konteradmiral). Dowodził 2. Grupą Rozpoznawczą oraz drednotami „Kaiser” i „Kaiserin” w II bitwie koło Helgolandu 17 listopada 1917 roku.
W sierpniu 1918 roku zastąpił admirała Franza von Hippera na stanowisku dowódcy sił rozpoznawczych Hochseeflotte. Po rozejmie w Compiègne został wyznaczony na dowódcę zespołu internowanych okrętów, płynących do Scapa Flow. Aby zapobiec przejęciu podległych mu jednostek przez zwycięskich aliantów, przygotował rozkaz o samozatopieniu floty. Wydał go 21 czerwca 1919 roku: bezpowrotnie zatopionych zostało 10 pancerników, 5 krążowników liniowych, 5 krążowników lekkich i 32 niszczyciele. Dziewięciu niemieckich marynarzy opuszczających swoje okręty poległo w wyniku ostrzału prowadzonego przez brytyjskich strażników. Były to ostatnie ofiary śmiertelne I wojny światowej.
Ludwig von Reuter, jak podlegli mu marynarze, został uznany za jeńca wojennego i zatrzymany w Wielkiej Brytanii. Do Niemiec powrócił w styczniu 1920 roku, fetowany jako ten, który obronił honor cesarskiej bandery. Promowano go do stopnia wiceadmirała (Vizeadmiral). Nie wstąpił do organizującej się Reichsmarine i wycofał się z życia publicznego. W 1921 roku opublikowano jego wspomnienia zatytułowane Scapa Flow − Das Grab der deutschen Flotte. W 1939 roku został mianowany tytularnym admirałem. Zmarł 18 grudnia 1943 roku w Poczdamie.

## Odznaczenia
Odznaczenia adm. von Reutera to między innymi:
- Order Orła Czerwonego II klasy z liśćmi dębu i mieczami na wstędze wojennej
- Order Królewski Korony II klasy
- Kawaler Orderu Hohenzollernów z mieczami i koroną
- Krzyż Żelazny I klasy
- Odznaka za Służbę Wojskową
- Oficer Orderu Zasługi Wojskowej z mieczami i koroną (Bawaria)
- Hamburski Krzyż Hanzeatycki (Hamburg)
- Krzyż Fryderyka Augusta I klasy (Oldenburg)
- Komandor II klasy Orderu Alberta z mieczami (Saksonia)